# Dolmen du Coll de la Creu
Le dolmen du Coll de la Creu est un dolmen situé à Clara, dans le département français des Pyrénées-Orientales.

## Description
L'édifice est un petit monument de forme rectangulaire, du type ciste ou coffre mégalithique, constitué de petites dalles en granite d'origine locale. Seule la dalle de chevet (0,85 m de long sur 0,21 à 0,30 m d'épaisseur) dépasse du sol. Les deux côtés latéraux, de respectivement 0,86 m de long sur 0,20 à 0,28m d'épaisseur et 0,71 m de long sur 0,35 m d'épaisseur, ne sont pas symétriques. L'ensemble délimite un espace intérieur de moins 1 m2. L'entrée est située au sud-ouest. La tombe est enserrée dans un tumulus de 7 à 8 m de diamètre.
La fouille du dolmen en 1968 n'a livré aucun matériel archéologique, la proximité du chemin de crête voisin laisse penser qu'il était connu et fut pillé de longue date.